# الدمیر بندینی
الدمیر بندینی، (به پرتغالی: Aldemir Bendine) (زاده ۱۰ دسامبر ۱۹۶۳) کارآفرین، بانکدار و مدیر ارشد اجرایی برزیلی است، که در حال حاضر به‌عنوان مدیر عامل اجرایی پتروبراس و رئیس هیئت مدیره بانکو دو برزیل فعالیت می‌نماید. بانکو دو برزیل هم‌اکنون بزرگترین بانک برزیل و آمریکای لاتین، بر پایه مجموع دارایی‌ها و سومین بانک بزرگ در این کشور، بر پایه ارزش بازار سرمایه می‌باشد. همچنین شرکت پتروبراس بزرگترین شرکت نفتی برزیل می‌باشد.